# Средства массовой информации Ирака

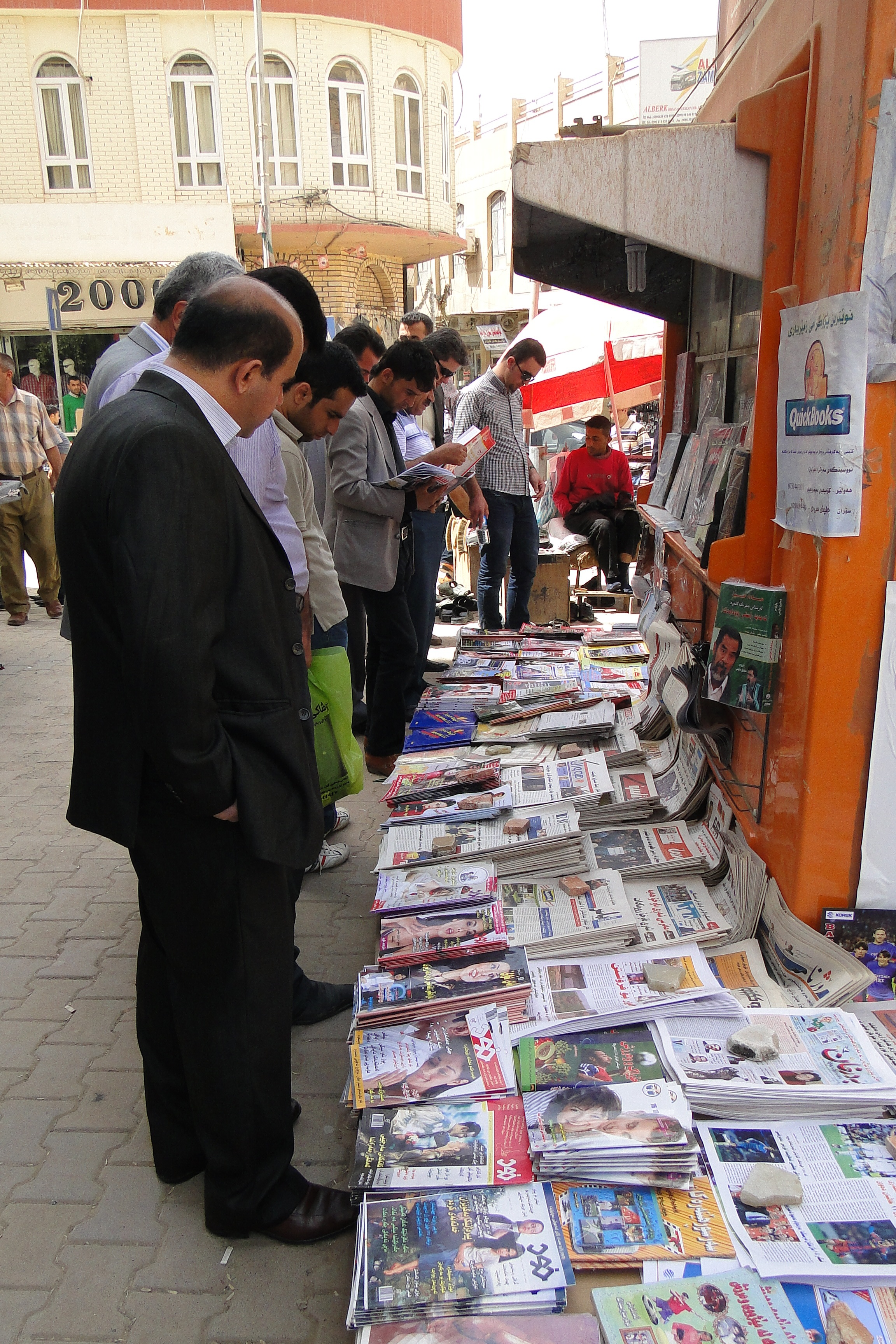
Стенд с газетами в Эрбиле

СМИ Ирака — совокупность средств массовой информации Ирака.
Саддамовские времена:
- Ас-Саура (al-Saura) — газета, орган правящей партии Баас
- Аль-Джумхурия (al-Jamahiriya) — правительственная газета
- Аль-Ирак (al-Iraq) — общенациональная газета
- также Ирак дейли (Iraq Daily) и Бабиль

«Ас-Саура», «Аль-Джумхурия» и «Аль-Иктисади», принадлежали сыну Саддама Удею.
Информационное агентство: Иракское агентство новостей (ИНА, Iraqi News Agency).
После вторжения: 
- Информационное агентство: Национальное агентство новостей Ирака (НИНА, National Iraqi News Agency[англ.], арабский الوكالة الوطنية العراقية للأنباء) — первое независимое информационное агентство в Ираке после американского вторжения. В первую очередь это новостной портал в Интернете. В его головном офисе в районе Багдада Садун работают 15 редакционных и исполнительных сотрудников, а также корреспонденты во всех 18 мухафазах Ирака